# 코바야시 미치타카
코바야시 미치타카(일본어: 小林 通孝, 1955년 8월 28일 - )는 일본의 성우이다. 도쿄도 출신, 아오니 프로덕션 소속 